# サムの息子法
サムの息子法（サムのむすこほう、Son of Sam law）は、犯罪者が自らの事件の暴露で得た収入は被害者救済に充てなければならないとする法律。
犯罪加害者が自らの犯罪物語を出版・販売して利益を得ることを阻止する目的で、1977年にアメリカ合衆国ニューヨーク州で制定された。

## 概要
この法は、犯罪活動の結果として直接取得した金銭を押収することを意図している。犯罪者が自らの事件を商業的に利用して得た金銭を奪うことにより、犯罪の収益性を除去するため、また、犯罪者が自分の罪の悪評を活用できないように作られている。多くの場合、書籍出版や映画化などから得た収入は犯罪被害者への補償となる。この法が制定されたきっかけは、出版社が「サムの息子」ことデビッド・バーコウィッツに多額の報酬を提示して手記のオファーを出したことが問題視されたためである。以降、数多くの改定を重ねて、ニューヨーク州は2001年に再び採択した。同様の法律は他の多数の州で制定されている。
1978年の法は連邦最高裁でアメリカ合衆国憲法修正第1条に反すると違憲判決を受けた。そこで1992年に判決にそった改正を行っている。
犯罪者による罪のビジネス化を防ぐ目的と同時に被害者・遺族救済のための法である。被害者への補償に関する法では、州法のほかにアメリカ連邦法にVOCAがある。
日本でも同様の法を望む声が出ている。日本政府はサムの息子法をモデルとした法律の制定について「憲法の保障する表現の自由等の観点から、慎重な検討が必要」としている。弁護士の間でも賛否が分かれている。

## 日本で犯罪加害者が自らの犯行を本として出版した主な例
- 中保喜代春『ヒットマン―獄中の父からいとしいわが子へ』（講談社、2001年） - 著者は宅見若頭射殺事件の実行犯。犯行の計画から実行、逃亡時のことまで詳細に綴っている。
- 武まゆみ『完全自白 愛の地獄』（講談社、2002年） - 著者は本庄保険金殺人事件の実行犯。自白した犯行の顛末を詳細に綴って出版している。
- 元少年Ａ『絶歌』（太田出版、2015年） - 神戸連続児童殺傷事件の犯人である元少年Aの著書。日本でサムの息子法と同様の法の制定を望む声が上がるきっかけになった。
- 市橋達也『逮捕されるまで 空白の2年7カ月の記録』（幻冬舎、2011年） - 著者はリンゼイ・アン・ホーカー殺害事件の実行犯。